# Втеча в нікуди
Втеча в нікуди (англ. Ride in the Whirlwind) — американський вестерн 1966 року.

## Сюжет
Троє ковбоїв, Верн, Вес і Отіс зупиняються на нічний відпочинок в лігві банди Сліпого Діка, який пограбував поштову карету. Вранці мисливці знаходять лігво бандитів і приймають ковбоїв за соратників зграї. Один з друзів гине, а двоє інших вимушено ховаються в самотній хатині. Вони не хочуть заподіяти біль господарям, але побоюються, що ті їх видадуть і тоді їм не жити.

## У ролях
| Актор             | Роль          |
| ----------------- | ------------- |
| Кемерон Мітчелл   | Верн          |
| Міллі Перкінс     | Ебігейл       |
| Джек Ніколсон     | Вес           |
| Кетерін Сквайр    | Катерина      |
| Джордж Мітчелл    | Еван          |
| Руперт Крос       | індіанець Джо |
| Гаррі Дін Стентон | Сліпий Дік    |
| Джон Гекетт       | Вінслоу       |
| Том Файлер        | Отіс          |
| Б.Дж. Мерхолц     | Едгар         |
| Брендон Керролл   | Квінт Мейпс   |
| Пітер Кеннон      | Хаджерман     |
| Вільям А. Келлер  | Рой           |